# Linha 11 dos Ônibus de Londres
A rota 11 da London Buses é uma rota de ônibus contratada pela Transport for London em Londres, Inglaterra. Correndo entre Fulham Broadway e Liverpool Street, é operado pela Geral de Londres .

## História

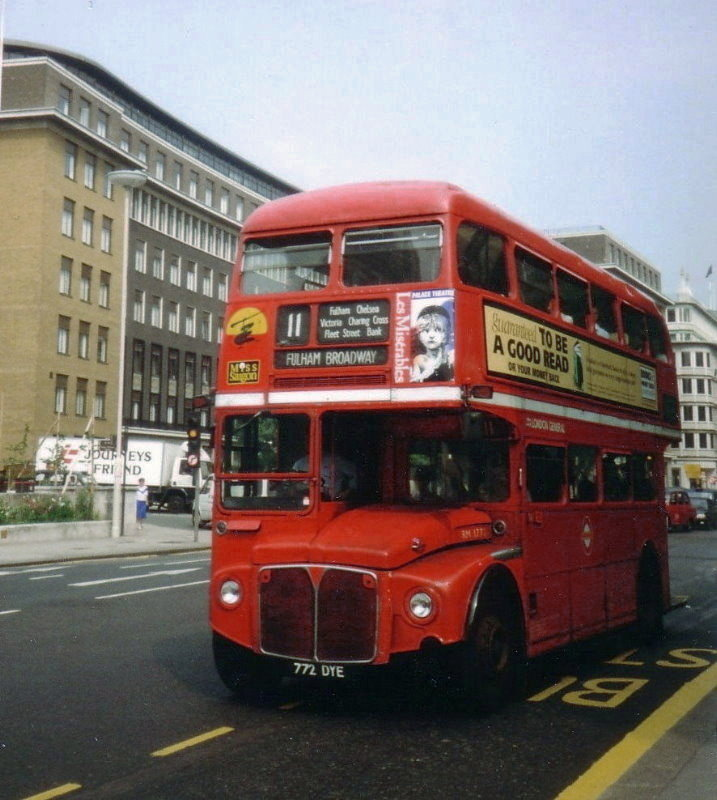
AEC Routemaster em junho de 1993

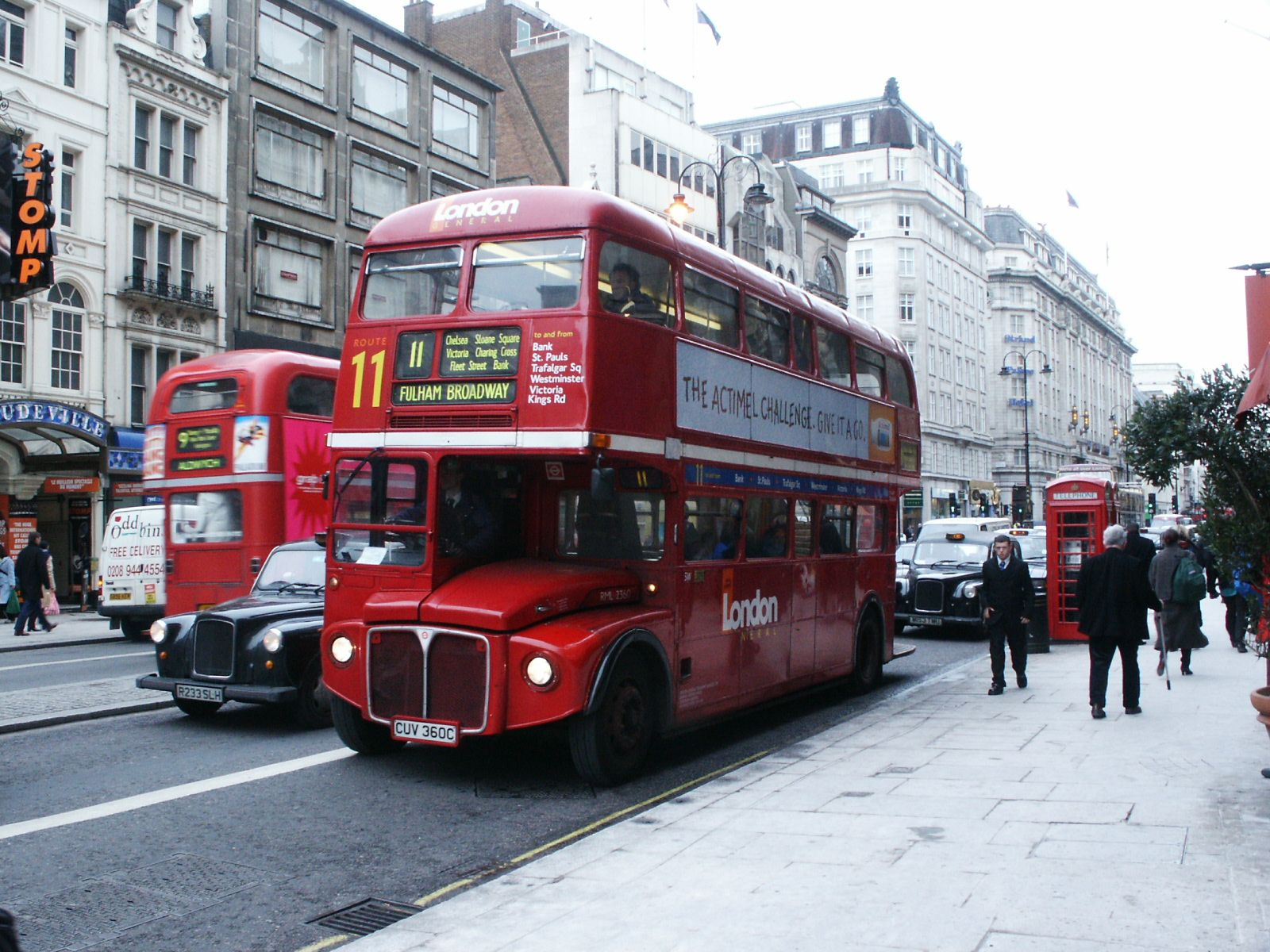
London General AEC Routemaster em The Strand em janeiro de 2003

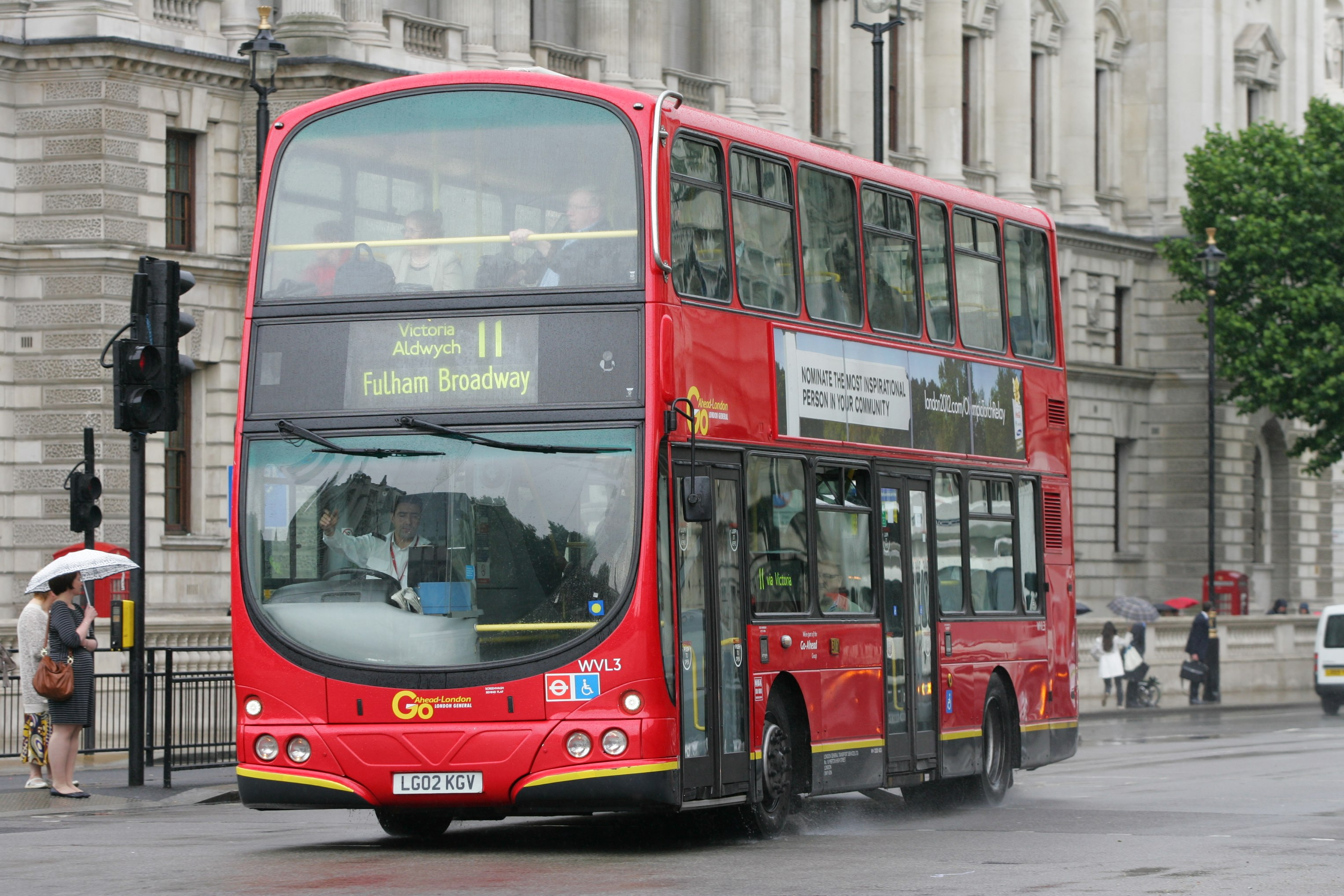
Londres General Wright Eclipse Gemini encorporou o Volvo B7TL em Whitehall em junho de 2011

A Rota 11 foi introduzida pela London General Omnibus Company em agosto de 1906 e está entre as rotas mais antigas a operar continuamente em Londres, embora sua rota tenha mudado em várias ocasiões. Foi a primeira rota operada pela London Road-Car Co Ltd, indo de Victoria a Hammersmith via Chelsea . A partir de 1916, os ônibus LGOC tipo B alocados para a garagem de Old Kent Road foram usados até 1924, quando foram alocados para a garagem de Kingston.
Em 5 de agosto de 1922, os ônibus do tipo Leyland LB (London Bus) foram introduzidos na rota 11 por Arthur George Partridge e Christopher Dodson Ltd com decoração de chocolate e o nome da frota "Express". Os primeiros ônibus AEC NS-Type entraram em serviço na rota 11 em maio de 1923. Em 5 de setembro de 1932, os ônibus Q1 foram usados nesta rota que operava de Liverpool Street a Shepherd's Bush .
Em maio de 1949, os ônibus Leyland Titan RTW foram introduzidos na rota 11. Os ônibus AEC Regent III RT estavam em serviço na rota 11 na década de 1950. Em 12 de junho de 1959, o quarto AEC Routemaster em serviço de passageiros (RM14), entrou em serviço na rota 11 da garagem de Riverside.
A rota começa em Fulham Broadway e opera através do West End e alguns dos marcos mais famosos de Londres até a estação rodoviária de Liverpool Street . A viagem do andar superior é um meio barato de passear em Londres. Anteriormente, corria para Hammersmith até ser substituído a oeste de Fulham Broadway em 17 de julho de 1993 pela rota 211 .
Em outubro de 1996, os ônibus da London General operando na rota 11 de sua garagem em Waterloo mudaram para City Diesel.
Em 4 de junho de 2002, o Jubileu de Ouro da Rainha Elizabeth II, a Polícia Metropolitana fez sinal para um ônibus número 11 e o usou como transporte temporário para 23 manifestantes pacíficos anti-realeza que eles prenderam após a manifestação, a maioria deles em um pub próximo. . O ônibus foi usado para levar os manifestantes a várias delegacias de polícia para interrogatório. Os manifestantes processaram a polícia e o Met fez um acordo fora do tribunal com um pedido de desculpas, uma admissão de detenção ilegal e um pagamento de £ 3.500 para cada manifestante.
A rota teve uma participação especial no filme O Código Da Vinci de 2006, onde os protagonistas pegam um ônibus número 11 perto da Igreja do Templo para chegar à "Biblioteca de Chelsea", embora desçam na Abadia de Westminster ; esta é a mesma rota que o ônibus faz na vida real.
A London General manteve com sucesso a rota 11 com novos contratos começando em 30 de outubro de 2010 e 31 de outubro de 2015. oi oi oioi oi iooi io oiio oi oioi oioi
Novos Routemasters foram introduzidos em 21 de setembro de 2013. Em setembro de 2016, os condutores foram retirados dos ônibus da rota 11 e os ônibus agora operam apenas com motoristas e a plataforma traseira fechada.  opo o oi io oi oi oioi oi oi oi oioi oi oi i
Em 2021, a frequência do serviço foi reduzida de seis ônibus por hora para cinco no período diurno de segunda a domingo.  io io oi oioi oi oioioi oi oioi io oioioi oi oioi
Em 23 de novembro de 2022, foi anunciado que a rota 11 seria redirecionada para Waterloo em vez de Liverpool Street, após uma consulta que propôs que ela fosse retirada e substituída pelas rotas 26 e 507 . Esta mudança será implementada até o final de 2023. io io oi oi ioio io iooi io ioo oi oioi oi oi